# Nance (Jura)
Nance é uma comuna francesa na região administrativa de Borgonha-Franco-Condado, no departamento de Jura. Estende-se por uma área de 7,34 km². Em 2010 a comuna tinha 531 habitantes (densidade: 72,3 hab./km²).